# Kösem
Vous lisez un « bon article » labellisé en 2023.
Ne doit pas être confondu avec Sultan Kösen.
Kösem (prononcé : /cœ.ˈsɛm/, en turc ottoman : كوسم سلطان, née vers 1590, morte le 2 septembre 1651) est une régente et sultane validé de l'Empire ottoman qui exerça le pouvoir durant la période du sultanat des femmes.
Elle est l'une des figures de premier plan du sultanat des femmes et l'une des femmes les plus puissantes de l'histoire ottomane.
L'enfance de Kösem est assez mal connue. Originaire d'une famille grecque, elle est capturée par des pillards ottomans puis vendue comme esclave et envoyée à Constantinople afin d'intégrer le harem du sultan Ahmed Ier.
Séduit par la beauté et l’intelligence de sa jeune captive, le sultan décide d’en faire sa favorite (haseki). Il l’épouse et lui donne le nom de Kösem (« chef du troupeau »).
Cependant le sultan meurt prématurément en 1617. Kösem favorise alors la montée sur le trône de Moustafa Ier, le demi-frère d'Ahmed. Malheureusement, ou à dessein, ce dernier se révèle faible et incompétent. En 1623, il est remplacé par l’un des fils de Kösem, Mourad. Étant donné que Mourad est encore mineur, c’est Kösem qui exerce alors la régence pour le compte de son fils, en tant que sultane validé (« mère du sultan »).
Lorsque Kösem arrive au pouvoir, l’Empire ottoman est dans une situation difficile, à la fois économique et politique, balloté par des révoltes internes et par les incursions étrangères.
Kösem réagit en faisant construire un certain nombre de forteresses afin de défendre l’empire au nord et stoppe la menace des Séfévides à l'est. Elle s’active également sur le front diplomatique, entretenant des relations avec l’Espagne, Venise, la Suède ou encore l’Empire moghol. Sur le plan intérieur, elle parvient enfin à rétablir la situation financière de l’Empire et à payer les janissaires mécontents.
La régence de Kösem prend fin en 1632 lorsque son fils Mourad décide de l’écarter et de régner seul. Kösem continue cependant d'être une personnalité influente en tant que conseillère de Mourad puis de son frère Ibrahim Ier qui lui succède de 1640 à 1648.
En 1648, après un règne chaotique, Ibrahim est finalement destitué et remplacé par son fils Mehmed, âgé de seulement 6 ans. Kösem reprend alors son rôle de sultane validé et de régente pour le compte de son petit-fils. Cette position suscite la jalousie de la mère du sultan Hatice Turhan qui convoite également le titre de sultane validé.
Afin d’écarter Hatice Turhan du pouvoir, Kösem cherche alors à remplacer son petit-fils Mehmed sur le trône, mais ses intentions sont découvertes. Le 2 septembre 1651, elle est assassinée par des eunuques sur ordre du sultan et de sa mère Hatice Turhan. Sa mort est suivie de nombreuses manifestations populaires. Elle marque également le début d'une crise politique.
Personnalité complexe, Kösem laisse l’image d’une femme de caractère et avide de pouvoir, mais également capable de sagesse et d'une remarquable habileté politique. Elle réussit notamment à mettre fin à la tradition du fratricide chez les souverains ottomans.
Immensément riche, elle est aussi connue pour ses nombreuses œuvres caritatives et la construction de plusieurs édifices majeurs comme la mosquée Çinili et le caravansérail Büyük Valide Han à Istanbul.
Encore aujourd’hui, la figure de Kösem continue d’inspirer les auteurs de romans, les cinéastes ainsi que les producteurs de télévision, comme en témoigne la diffusion en 2015 en Turquie d’une série qui lui est consacrée : Muhteşem Yüzyıl: Kösem (Le Siècle magnifique : Kösem).

## Jeunesse
Née vers 1590, Kösem serait d'origine grecque,. Ses origines familiales sont assez floues. Il existe une théorie selon laquelle elle serait la fille d'un prêtre grec originaire de l'île de Tínos dans la mer Égée, prénommée Anastasia,, mais celle-ci ne semble pas fondée. En effet, d'après l'Encyclopédie islamique, il n'existe aucune source précise sur les premières années de sa vie,.
En 1604, à l'âge de 14 ou 15 ans, elle est kidnappée par des pillards ottomans puis vendue comme esclave au gouverneur général du pachalik de Bosnie,.
Sa beauté et son intelligence sont ensuite remarquées par le Kizlar Agha (chef des eunuques) du sultan ottoman Ahmed Ier. Celui-ci l'envoie à Constantinople afin de rejoindre une cohorte d'autres esclaves qui doivent être formées au sein du harem impérial en tant que dames de la cour,.
Selon le voyageur italien Pietro Della Valle, elle aurait d'abord changé son nom en Mahpeyker lors de sa conversion à l'islam, puis à la demande de son époux, elle aurait pris le nom de Kösem qui signifie « chef du troupeau », en référence à son intelligence politique et à son leadership,.
Sa beauté et son intelligence attirent rapidement l'attention du sultan Ahmed Ier, monté sur le trône en décembre 1603
. Elle profite ensuite d'une série de changements dans la hiérarchie afin d'affermir sa position et son influence au sein du harem impérial. En janvier 1604, Safiye Sultan, la grand-mère d'Ahmed et dirigeante du harem, est ainsi écartée du pouvoir et bannie dans l'ancien palais (Eski Sarayı). En novembre de l'année suivante, c'est la mère d'Ahmed, Handan Sultan, qui avait le titre de sultane validé, qui meurt des suites d'une longue maladie. La vacance de ces deux postes permet à Kösem de se hisser au sommet de la hiérarchie du harem impérial,. Elle prend le titre de haseki, autrement dit de favorite du sultan.

## Hasekid'AhmedIer

### Favorite du sultan

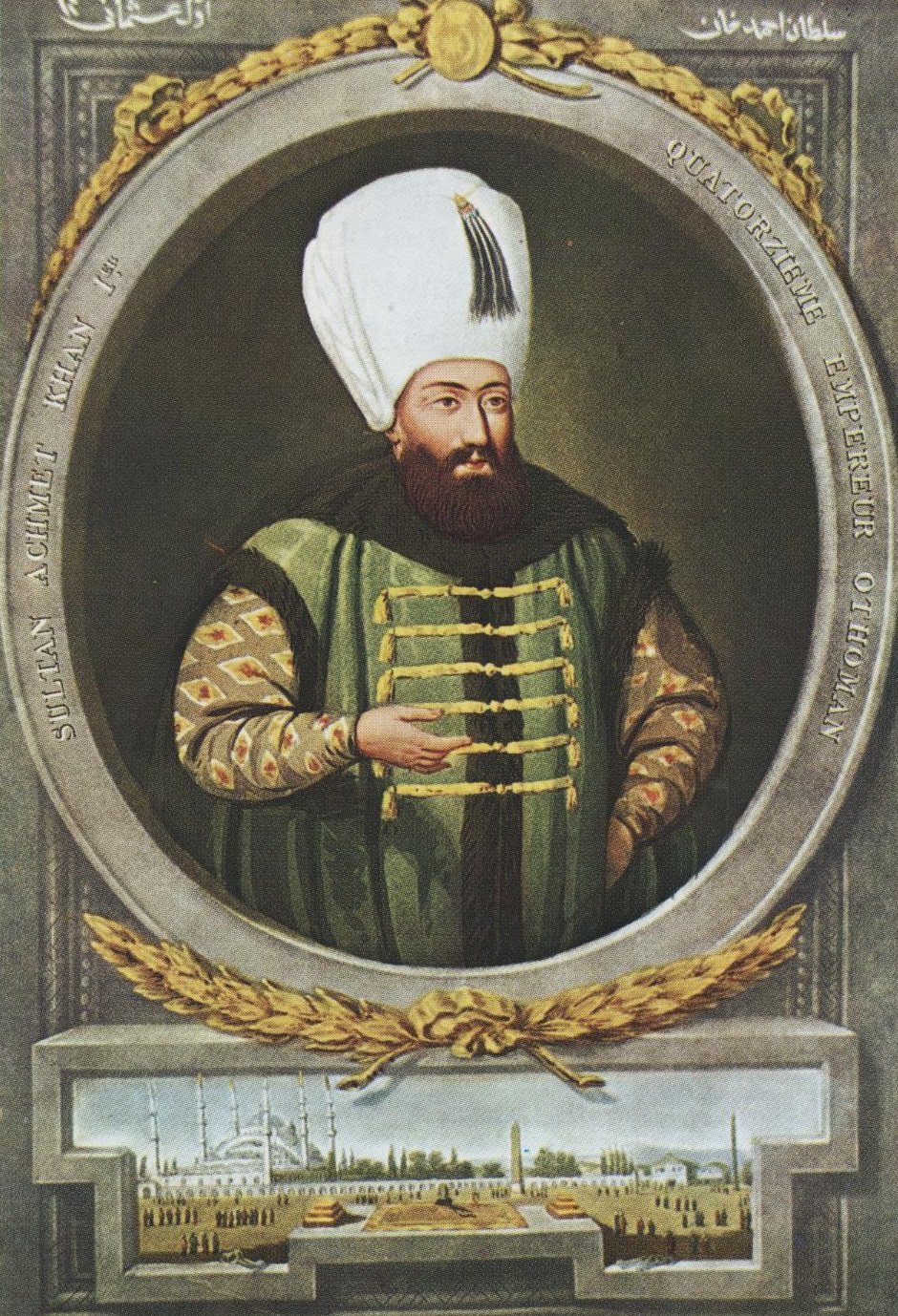
Le sultan Ahmed Ier.

Devenue la haseki d'Ahmed Ier, elle reçoit notamment la pension habituelle pour ce rang de 1 000 aspres par jour, à comparer avec les 40 aspres que recevaient les mères d'un prince lors du règne de Sélim II ou les 100 aspres attribués à la mère de Moustafa Ier. Selon l'auteur Renaud K., le sultan décide de l'épouser, au grand dam des autres concubines, après sa conversion à l'islam.
Durant les premières années de leur mariage, Kösem donne naissance à trois ou quatre filles : Ayşe, Fatma, Hanzade et peut-être Gevherhan. En tant que mère de ces princesses, Kösem s'appuie sur leurs mariages successifs pour nouer ou renforcer des alliances politiques : Ayşe et Fatma sont ainsi mariées une dizaine de fois, dès leur plus jeune âge et jusqu'à la fin de leur vie (elles ont respectivement la cinquantaine et la soixantaine lors de leurs dernières unions). Ayşe Sultan est ainsi mariée en 1612 à Nasuh Pacha alors qu'elle n'a que sept ans. La même année, Gevherhan Sultan, qui a cinq ans, est mariée à Öküz Kara Mehmed Pacha,.

L'ambassadeur vénitien Simon Contarini, qui supervise les affaires de Venise à Constantinople entre 1609 et 1612, mentionne Kösem dans son rapport en 1612. Il la dépeint comme : 

« Une femme d'une beauté et d'une habileté remarquables… En plus de ses nombreux talents, elle chante excellemment bien, ce qui lui vaut un véritable amour de la part du sultan… Elle est la favorite du sultan qui écoute ses conseils dans certaines affaires et la veut continuellement à ses côtés. »

### Engagement pour abolir le fratricide
Après la naissance de son fils aîné Mourad en 1612, Kösem commence à s'intéresser aux affaires de succession et en particulier à la question du fratricide, ce qui ne passe pas inaperçu aux yeux des observateurs contemporains. Selon certains d'entre eux, il est possible que certaines modifications importantes du mode de succession au trône aient ainsi été influencées par Kösem. À l'époque, le fratricide était une pratique courante. Kösem craignait donc pour la vie de ses différents fils — Mourad, Süleyman, Kasım et Ibrahim — car le sultan avait un autre fils, Osman. Kösem craignait que la mère de ce dernier, Mahfiruz Hatun, ne fasse pression sur le sultan pour que le trône revienne un jour à Osman plutôt qu'à un de ses fils, et qu'elle oblige ensuite ce dernier à les exécuter une fois arrivé sur le trône. Pour parer à cette éventualité, elle s'efforce donc de protéger Mustafa, le demi-frère du sultan Ahmed, afin d'éviter qu'il soit exécuté et ainsi s'en faire un allié.
Simon Contarini rapporte que Kösem « fit pression pour épargner la vie à Mustafa, ceci dans le but inavoué de sauver son propre fils Mourad du même sort ». En laissant la vie au demi-frère du sultan, la sultane espérait ainsi que Mustafa épargnerait la vie de ses fils, s'il devait un jour monter sur le trône. Il est possible que, dans cette affaire, Kösem ait également utilisé son alliance étroite avec Mustafa Agha, l'Agha des janissaires, pour exercer une influence sur le sultan.
Dans le même temps, Kösem tente de protéger ses alliés au sein du gouvernement et notamment le grand vizir Nasuh Pacha, qui est aussi son gendre. Malheureusement pour elle, Nasuh Pacha est exécuté en 1614 sur ordre du sultan. Dès lors, elle décide de concentrer ses efforts afin de protéger son beau-frère Mustafa.
Dans les années suivantes, l'influence de Kösem sur le sultan ne cesse de croître, Kösem agissant comme un véritable conseiller auprès de son mari. Le Vénitien Cristoforo Valier rapporte ainsi que Kösem était devenue l'allié le plus précieux de Venise à Constantinople en raison de son influence sur le sultan. Il affirme que sa politique pro-vénitienne et les contributions de la sultane à la bonne réputation de Venise devraient être récompensées de manière appropriée.
Contarini note cependant que Kösem « se retient avec une grande sagesse de parler trop souvent au sultan des questions sérieuses ou des affaires d'État », ceci en raison des accusations dont elle fait l'objet, selon lesquelles elle privilégierait sa propre position et son influence au sein de la cour plutôt que « les intérêts du sultan et de la dynastie ».
Les efforts de Kösem pour en finir avec la tradition ottomane du fratricide semblent néanmoins avoir été récompensés. À partir du règne de son époux Ahmed, les sultans ottomans n'exécutent plus systématiquement leurs frères lors de leur accession au trône,.

## Règnes de Moustafa

### Premier règne de Moustafa puis d'Osman

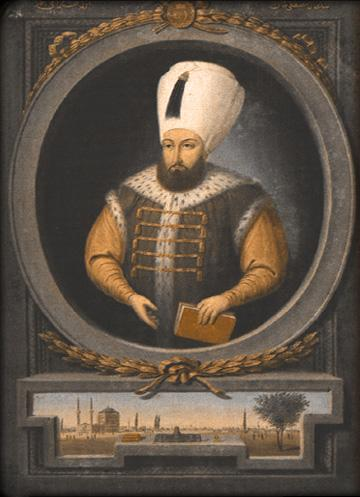
Le sultan Moustapha Ier.

Le 22 novembre 1617, le sultan Ahmed Ier meurt prématurément du typhus et d'hémorragies gastriques. Kösem prend alors la tête d'une faction qui soutient l'accession au pouvoir de Moustafa, le demi-frère d'Ahmed. Grâce à la corruption et à son influence, elle manœuvre habilement et parvient à placer Moustafa sur le trône.
Malheureusement pour Kösem, Moustafa Ier se révèle faible et incompétent. Arrivé précipitamment au pouvoir alors qu'il ne dispose d'aucune expérience préalable en matière de gouvernement, il passe sa vie dans le harem, n'apprenant que ce que les eunuques et les femmes pouvaient lui apprendre et vivant dans la peur d'être tué.
Décidé à remplacer ce sultan incompétent, le chef des eunuques noirs Mustafa Agha se met à répandre des rumeurs selon lesquelles Moustafa serait fou. Le 26 février 1618, il obtient finalement la déposition du sultan, 96 jours seulement après son arrivée au pouvoir. Moustafa est alors remplacé à la tête de l'empire par Osman, le fils aîné d'Ahmed et de Mahfiruz Hatun (décédée depuis). Inquiète, Kösem voit monter sur le trône le fils de son ancienne rivale.
Les inquiétudes de Kösem se révèlent rapidement fondées car le premier acte d'Osman, en tant que sultan, est d'éliminer ou d'écarter du pouvoir tous les partisans de Moustafa, ainsi que tous ceux qui ont favorisé son accession au trône. En conséquence, Kösem et son entourage sont bannis au Vieux Palais (Eski Sarayı),.

### Retraite au Vieux Palais

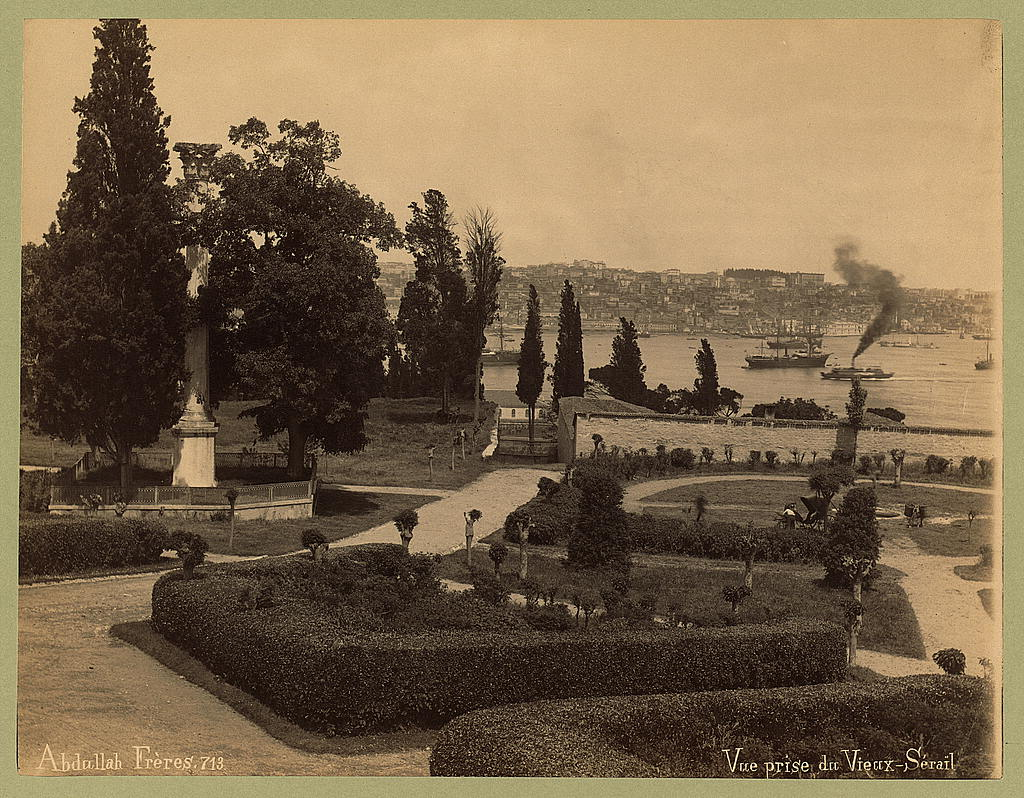
Vue prise du Vieux Palais (1880).

Écartée du pouvoir, Kösem s'installe en compagnie de ses huit enfants au Vieux Palais, où réside aussi Safiye Sultan, l'ancienne favorite du sultan Mourad III. En raison de l'émergence de l'ancienneté comme principe de succession, elle garde cependant le droit de percevoir l'allocation quotidienne de 1 000 aspres d'une haseki.
En 1619, le nouveau sultan Osman II décide, en dépit les conventions ottomanes, de rendre visite à Kösem au Vieux Palais. Pendant trois jours, il organise des festivités durant lesquelles il lui montre une certaine affection. Habile manipulatrice, Kösem fait alors tout pour entretenir cette proximité avec le sultan dans l'espoir de pouvoir l'influencer et le persuader ainsi d'épargner ses fils. Cependant, ce dernier se serait senti mal à l'aise en raison de l'implication croissante de Kösem dans les affaires de l'État.
En mai 1622, sentant qu'Osman pourrait exécuter Moustafa et ses jeunes frères, le corps des eunuques et des soldats du palais organisent un contre-coup d'État contre le sultan. Ils sont soutenus par la mère de Mustafa, Halime Sultan, ainsi que par Kösem qui souhaite que ses propres enfants montent sur le trône. Les conspirateurs font irruption dans le harem et libèrent Moustafa. Destitué, Osman est emprisonné à Yedikule et aussitôt étranglé par des membres du corps des janissaires le 20 mai 1622.

### Second règne de Moustafa
Après l'exécution d'Osman, Moustafa, pourtant faible et incompétent, est rétabli sur le trône avec le soutien de Kösem. Manœuvrant habilement pour consolider sa position, cette dernière obtient la nomination en tant que grand vizir de l'Albanais Mere Hüseyin Pacha qui s'était présenté comme une sorte de réformateur. Cependant, Hüseyin Pacha utilise la situation à son propre profit et pille allègrement le Trésor public pour s'enrichir personnellement.
Par ailleurs, il ordonne l'exécution de toutes les personnes impliquées dans le régicide d'Osman, y compris les fils de Kösem. Mais avant que ses ordres ne puissent être exécutés, Kösem et le corps des eunuques interviennent et le destituent, tandis que Moustafa est à nouveau écarté du pouvoir en 1623. Pour le remplacer, Kösem trouve un accord avec les vizirs afin d'installer son propre fils Mourad comme sultan.

## Sultane validé

### Des débuts remarqués

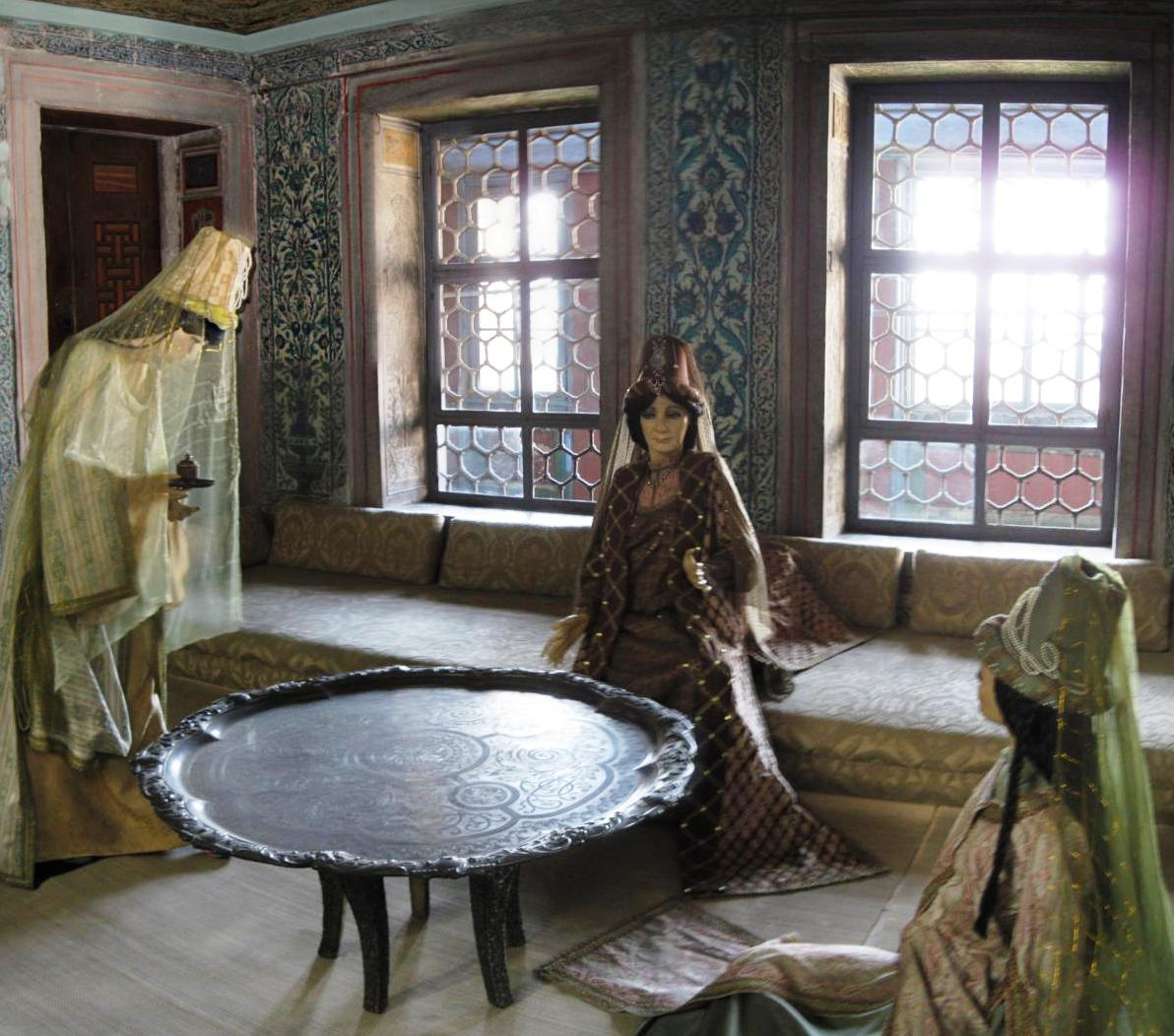
Reconstitution représentant une sultane validé et ses accompagnatrices dans ses appartements du palais de Topkapı.

Le 10 septembre 1623, Mourad IV monte sur le trône. Étant âgé de 11 ans, il est encore trop jeune pour régner. En tant que mère du nouveau sultan, Kösem revient alors à nouveau sur le devant de l'arène politique. Elle entre dans le palais de Topkapı lors d'une procession cérémonielle grandiose, durant laquelle un millier de derviches défilent tout en récitant des prières pour célébrer sa venue.
Étant donné que son fils est mineur, Kösem prend le titre de sultane validé (« mère du sultan ») et exerce officieusement la régence pour le compte de celui-ci, fonction qu'elle exercera jusqu'en 1632,.
En tant que sultane validé, Kösem détient désormais l'autorité suprême sur le harem du sultan. Elle prend rapidement en charge la gestion de cette institution complexe, de la vie sociale à la planification des fêtes et cérémonies en passant par la gestion des importantes sommes d'argent qui y entrent.
En 1623, la cour ottomane envoie une lettre à la république de Venise afin d'annoncer officiellement la succession au trône de Mourad IV. Dans cette lettre, Kösem est mentionnée comme sultane validé. Il est indiqué en outre qu'elle règne au nom de son fils : « Nous fondons beaucoup d'espoir en la sultane validé qui, parmi toutes les femmes ayant occupé cette fonction, se distingue par sa maturité et son caractère. »

La même année, un message de l'ambassadeur vénitien à Constantinople loue également l'expérience politique de Kösem : 

« Le pouvoir et l'autorité sont incarnés par la mère du sultan, une femme à la personnalité totalement différente du sultan Moustafa. C'est une femme dans la fleur de l'âge qui possède un esprit noble et qui a souvent participé au gouvernement sous le règne de son mari. »

En tant que régente, Kösem dirige en pratique l'empire à travers son fils, en organisant les séances du divan (conseil du sultan) et en l'assistant durant ces réunions, cachée derrière un rideau. Elle s'occupe également de nommer des personnalités politiques et de superviser l'administration de l'État, ce qui lui permet d'établir des liens avec des hommes d'État, des juges et d'autres personnalités du monde juridique. Elle rencontre également des ambassadeurs étrangers afin de discuter des traités internationaux.
Toujours en 1623, Kemankeş Kara Ali Pacha est nommé grand vizir. Des tensions apparaissent alors entre ce dernier et la mère du sultan. En effet, Kösem émet le souhait de pouvoir demeurer avec son fils dans la salle d'audience et écouter les demandes des dignitaires. Elle souhaite en effet accompagner le sultan lors des audiences et ainsi garder le pouvoir entre ses mains. Le grand vizir lui répond de manière courtoise que ce désir n'est pas conforme à la loi (kanûn).
En 1624, il commet une erreur en laissant le shah d'Iran Abbas Ier capturer les villes de Bagdad et Erivan, puis en tentant en vain de cacher la nouvelle au sultan Mourad ainsi qu'à sa mère Kösem. Déjà mécontente, Kösem fait aussitôt destituer Ali Pacha et le fait étrangler avec le soutien du chef des eunuques noirs, Mustafa Agha. Çerkes Mehmed Pacha le remplace alors au poste de grand vizir.

### Politique de Kösem

#### Contexte: un empire menacé

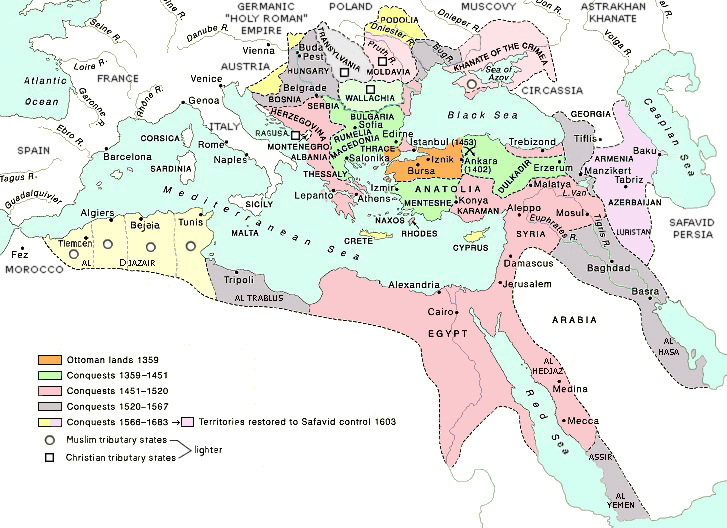
Carte de l'Empire ottoman (1359-1683).

Au cours des premières années du sultanat de Mourad, Kösem doit se battre sur tous les fronts. En effet, l'Empire ottoman est dans une situation chaotique, menacé à la fois par des révoltes internes et par des incursions étrangères.
À l'est, la guerre entre les Ottomans et les Séfévides fait rage. Profitant de l'instabilité au sommet du pouvoir ottoman, ces derniers infligent de sérieuses défaites à l'armée ottomane et s'emparent notamment des villes de Bagdad et d'Erevan,.
Au nord, sur les rives de la mer Noire, les cosaques lancent régulièrement des raids et pillent l'intérieur des terres,.
Par ailleurs, sur le plan intérieur, Kösem doit faire face à des rébellions au Liban, dans le nord de l'Anatolie, en Crimée ainsi qu'à des allégeances vacillantes des gouverneurs en Égypte et dans d'autres provinces,.
Outre les agitations dans plusieurs provinces, Kösem doit enfin affronter des rébellions d’unités de janissaires, mécontentes de leur solde et de la façon dont l'administration de l’Empire les traite.

#### Politique étrangère
Dès son arrivée au pouvoir, Kösem réagit rapidement à ces différentes menaces.
Elle envoie notamment une armée à l'est afin de contrer la menace des Séfévides. L'armée ottomane échoue à reprendre Bagdad mais parvient cependant à récupérer des territoires du nord de l’Iraq, contenant ainsi les ambitions des Séfévides dans la région.
Pour se défendre face aux incursions des cosaques, Kösem et les vizirs ordonnent également la construction de deux forteresses près de l'embouchure du Bosphore, l'une à Anadolukavağı et l'autre à Rumelikavağı. Au bout d'un an à peine, les deux forteresses sont érigées.
Sur le plan diplomatique, la sultane validé tente de se trouver des alliés, et entretient une correspondance avec le roi  Philippe IV d'Espagne afin de tenter de conclure la paix. Une dépêche vénitienne datée de 1625 indique en effet que « les Ottomans et les Espagnols s'entendent sur le fait que l'affaire progresse favorablement, grâce au soutien actif de la mère du sultan ». Néanmoins, le sultan Mourad s'oppose au projet de trêve. Dans son rapport, l'ambassadeur vénitien rapporte ainsi que le sultan s'oppose à la politique étrangère de sa mère et notamment à la paix avec l'Espagne, comme la plupart des hommes d'État à l'exception de l'amiral Recep Pacha et du gouverneur de l'Égypte Bayram Pacha. Malgré les efforts de Kösem, le projet de paix n'aboutit pas, en raison de l'opposition du sultan. Outre sa correspondance avec le roi d'Espagne, Kösem aurait également échangé, au cours de sa régence, avec Nûr Jahân, la principale épouse de l'empereur moghol Jahângîr, ainsi qu'avec le roi Gustave II de Suède.

#### Politique financière
Tout au long de sa régence, Kösem restaure par ailleurs habilement les finances de l'Empire qui avaient été mises à mal après une grave période d'inflation. Elle permet également au gouvernement ottoman de retrouver une stabilité financière en faisant fondre une grande partie de l'or et de l'argent du palais, permettant ainsi de payer les janissaires mécontents,.

Soucieuse des questions logistiques et en particulier de l'approvisionnement des troupes dans les provinces, elle entretient une correspondance intense avec Ahmed Pacha, qui a succédé en 1625 à Mehmed Pacha au poste de grand vizir. Dans une de ses lettres, elle tente de rassurer celui-ci : 

« Vous avez écrit concernant le problème des provisions. Si je le pouvais, j'irais me les procurer et je les expédierais immédiatement. Je fais tout ce que je peux, mon fils également. Si Dieu le veut, dix millions d'aspres seront expédiés ce vendredi à Üsküdar. Le reste des provisions a d'ores et déjà été chargé sur des navires. »

Outre les questions d'approvisionnement, Kösem doit faire à une situation financière difficile dans certaines provinces. C'est le cas notamment de l'Égypte qui ne peut envoyer en 1625 que la moitié de ses revenus habituels en raison des ravages d'une peste connue dans les annales sous le nom de peste de Bayram Pacha. Sur ces questions, la sultane entretient une collaboration étroite avec son grand vizir, comme en témoigne une de ses lettres dans laquelle elle lui parle avec franchise : 

« Vous me donnez vraiment mal à la tête. J'imagine que je vous donne aussi un mal de tête terrible. Combien de fois me suis-je demandé : n'en a-t-il pas assez de moi ? Mais que peut-on faire d'autre ? »

#### Alliances et mariages
À l'époque de Kösem, les mariages politiques de princesses royales étaient une pratique courante, notamment durant la dynastie qui succéda à Soliman le Magnifique à la tête de l'Empire ottoman. Ces mariages permettaient en effet à la famille impériale d'établir un réseau d'alliances avec de puissants pachas et d'asseoir son pouvoir.
Perpétuant cette tradition, Kösem utilise ainsi ses filles pour se maintenir au pouvoir. Dans une lettre qu'elle envoie en 1626 au grand vizir Ahmet Pacha, quelques mois seulement avant qu'il ne devienne le troisième mari de sa fille Ayşe Sultan, elle écrit :

« Salutations à Son Excellence le Pacha. J'ai été informée de tout ce que vous avez dit dans votre lettre. […] Quand vous serez prêt, faites-le moi savoir et j'agirai en conséquence. La princesse est prête. Je ferai exactement la même chose que lorsque j'ai envoyé ma fille Fatma Sultan. Écrivez-nous simplement lorsque vous le désirez et j'arrangerai les choses. Que Dieu bénisse le mariage. »

Outre ses filles, elle organise aussi des mariages impliquant d'autres femmes de la maison impériale et des hommes d'État importants sur lesquels elle souhaite s'appuyer durant son règne. Enfin, elle s'arrange pour contracter une alliance stratégique avec les janissaires.
Cependant son fils, le sultan Mourad, s'oppose à sa politique. En 1628, il fait dissoudre le mariage entre l'amiral Hassan Pacha (tr) et une des filles de Kösem en raison du soutien de Kösem à ce dernier, qu'il juge excessif. La décision de Mourad contre l'amiral peut également s'expliquer par son désir d'affirmer son autorité auprès des officiers les plus influents et de se libérer de l'influence de sa mère. Selon certaines sources, Kösem aurait essayé d'apaiser son fils en lui offrant des chevaux richement équipés et en organisant un banquet de dix mille aspres, mais sans succès. Elle se heurte au refus de Mourad, passablement irrité par l'influence grandissante de sa mère et essayant de l'éloigner de la politique.

### Fin de la régence

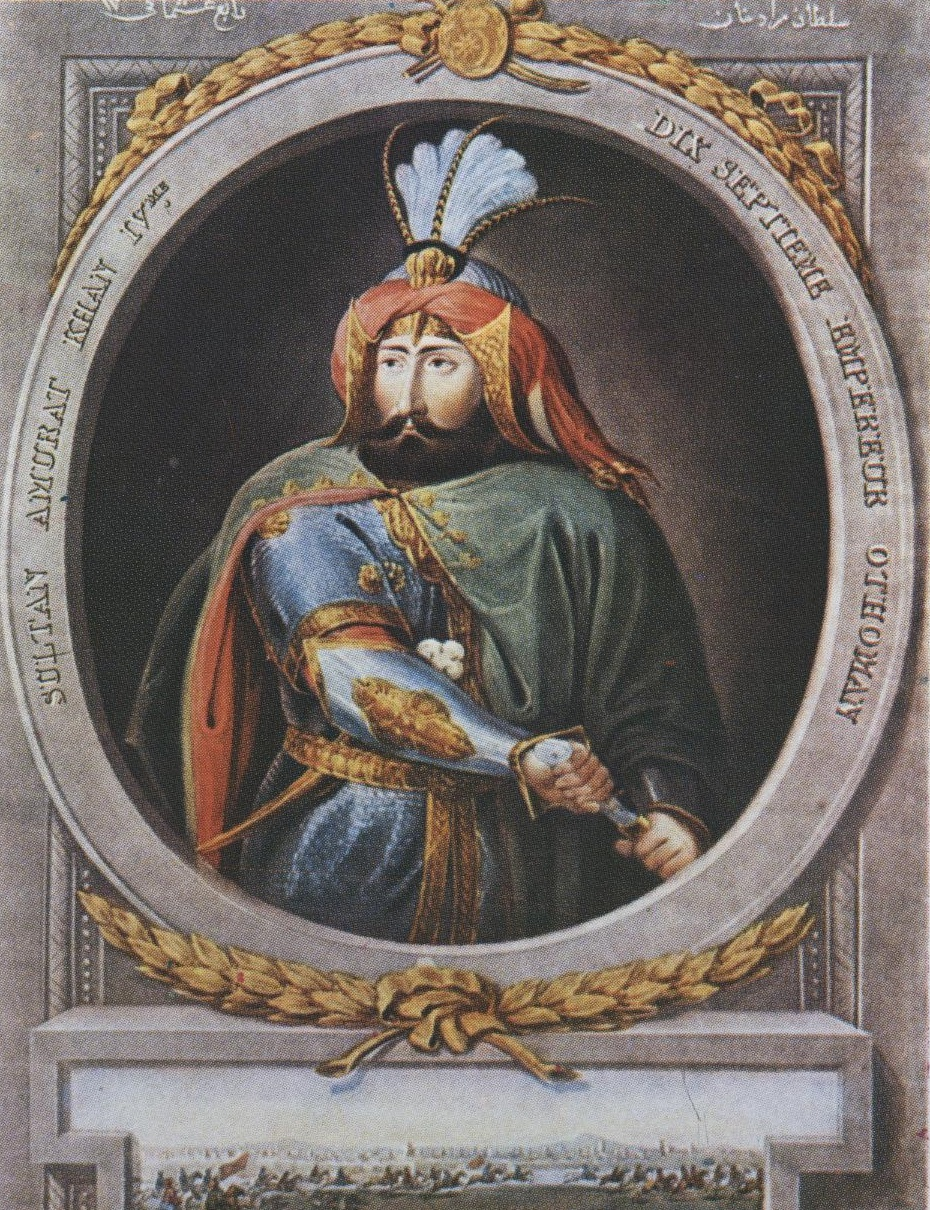
Représentation du sultan Mourad IV.

En 1632, la régence de Kösem prend fin à la suite de la décision de son fils Mourad de l'exclure définitivement de la vie politique,. Bien décidé à ne permettre à personne de s'immiscer dans l'administration de son empire, Mourad ordonne à sa mère de couper les liens qu'elle entretenait avec certains hommes d'État, et menace même de l'exiler si elle n'obéit pas,.
Il est possible également que Mourad ait pris peur à la suite du soulèvement de mai 1632 à Constantinople durant lequel les janissaires avaient pris d'assaut le palais et tué le grand vizir Ahmed Pacha. Craignant de subir le même sort que son demi-frère aîné, Osman II, le sultan décide d'affirmer son pouvoir et remplace les hommes que sa mère avait placés aux postes clés par d'autres hommes qui lui sont proches,.
Bien qu'écartée du siège du pouvoir, Kösem est autorisée à gérer ponctuellement certaines affaires gouvernementales au nom du sultan, notamment lorsque celui-ci s'absente de la capitale. Le sultan continue en parallèle à la consulter, afin de profiter de ses conseils lors des moments difficiles.
Durant la guerre contre les Safavides, Kösem entretient ainsi une correspondance étroite avec son fils qui « lui faisait confiance pour s'occuper de ses intérêts pendant son absence de la capitale. Cependant Mourad restait vigilant et s'assurait que l'autorité de sa mère ne dépasse pas certaines limites ».
En 1635, la région d'Anatolie est dévastée par une série de soulèvements connue sous le nom de révolte d'Abaza. La répression qui s'ensuit entraîne un afflux massif de réfugiés. Mourad répond en ordonnant aux réfugiés de retourner dans leurs maisons détruites sous peine d'être exécutés, avant de changer d'avis après l'intervention de sa mère.
Angelo Alessandri, secrétaire de l'envoyé vénitien Pietro Foscarini, loue la sagesse de la mère du sultan dans une note datée de 1637 :

« Cette dame, d'origine grecque, est maintenant âgée d'environ quarante-cinq ans. Elle est très belle et a des traits délicats. C'est une personne qui dispose d'un bon cœur, à la fois vertueuse, sage et raisonnable. Elle est majestueuse et est dotée d'une grande vision. »

En 1638, Mourad parvient à reprendre la ville de Bagdad aux Safavides. Pour fêter cette victoire importante, Kösem organise alors un retour triomphal à son fils. Plutôt que l'attendre à Constantinople, elle part l'accueillir à İzmit, à deux jours de route, où le sultan doit arriver par la mer. Pour y aller, elle monte dans une voiture drapée de tissu d'or, précédée par les vizirs et par des autorités religieuses de haut rang, tous montés sur des chevaux magnifiquement caparaçonnés. Douze voitures supplémentaires suivent sa voiture, transportant probablement des membres du harem impérial. Lorsque le sultan débarque, l'impressionnant cortège vient l'accueillir et l'escorter jusqu'à Constantinople,.

### Début du règne d'Ibrahim

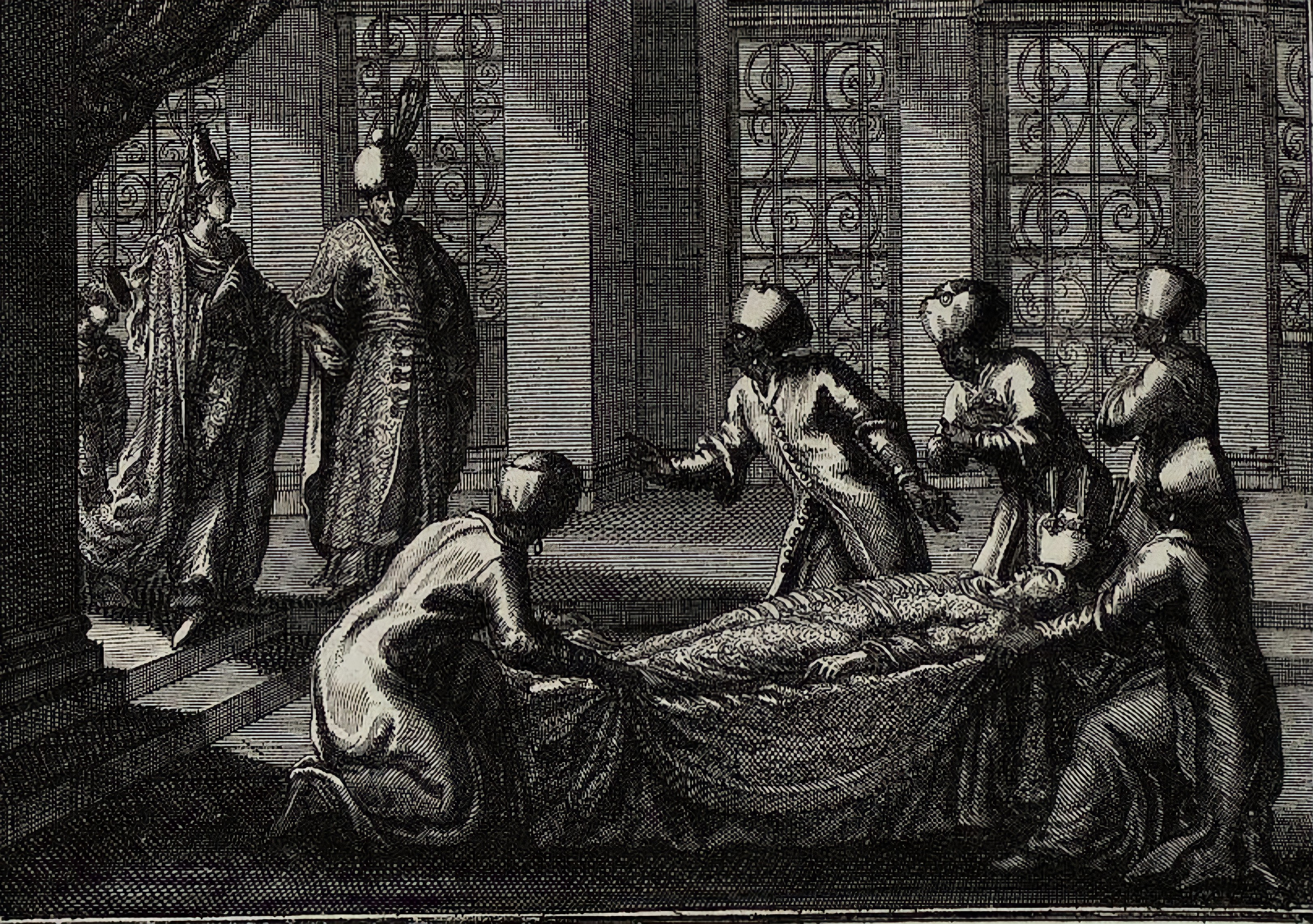
Gravure représentant Kösem montrant le cadavre de Mourad IV à son frère Ibrahim, afin de l'assurer de sa mort.

En 1640, le sultan Mourad IV meurt des suites d’une cirrhose (maladie du foie). Sur son lit de mort, il fait part à sa mère de son mépris pour son frère Ibrahim qui doit lui succéder. Selon lui, il serait préférable que la dynastie s’achève avec lui plutôt que de laisser le pouvoir à un homme mentalement instable. Kösem serait alors intervenue pour dissuader Mourad de faire exécuter son frère, sauvant ainsi la dynastie ottomane d'un probable anéantissement,.
De son côté, Ibrahim reste terrorisé à l’idée d’être exécuté. Lorsque le grand vizir Mustafa Pacha vient le voir afin de lui demander d'assumer le pouvoir, Ibrahim lui indique qu’il est certain que son frère Mourad est toujours en vie et qu’il complote pour le piéger. Il faut alors toute la force de persuasion de Kösem et du grand vizir pour que le nouveau sultan accepte finalement le trône. Pour le rassurer, Kösem ordonne notamment que le cadavre de son frère Mourad soit exposé devant lui.
Avec l’avènement d’Ibrahim Ier, dit Ibrahim le fou, Kösem redevient une personnalité influente dans les sphères du pouvoir en tant que conseillère du sultan. Entamant sa quatrième décennie d’activité politique, elle est alors une politicienne habile et expérimentée. Cependant, elle doit affronter un nouveau rival en la personne du grand vizir Mustafa Pacha (en) qui souhaite exercer un contrôle sur le sultan.

L'ambassadeur vénitien Alvise Contarini relate dans ses écrits la compétition qui existe alors entre les deux : 

« il arrive assez souvent que ces deux gouvernants se heurtent et s'offusquent l'un de l'autre. On peut dire qu'en apparence ils sont d'accord, mais secrètement chacun cherche à provoquer la chute de l'autre. »

Durant les quatre premières années du règne d’Ibrahim, la rivalité entre Kösem et le grand vizir Mustafa Pacha ne cesse de croître, si bien qu’au début de l’année 1644, Kösem décide de s’allier à Cinci Hoca (en), un favori d'Ibrahim, afin d’éliminer son rival. Ensemble, ils persuadent finalement le sultan de faire exécuter Mustafa Pacha, en février 1644.

### Querelles de palais
Dans le même temps, le sultan Ibrahim, qui est toujours instable mentalement, laisse libre cours à ses extravagances. En 1646, il ordonne qu’on lui amène « la femme la plus grosse » de Constantinople afin qu’elle devienne sa nouvelle haseki. Les fonctionnaires du palais commencent alors leurs recherches et trouvent finalement une femme arménienne du nom de Maria. Cette dernière est présentée au sultan qui lui donne le nom de Şivekar.
Élevée au rang d'haseki par Ibrahim, Şivekar devient rapidement l’une des favorites les plus puissantes au sein du harem, participant aux affaires politiques et aidant le sultan à surmonter ses moments de nervosité chroniques.
Cependant, l’ascension de Şivekar connaît un arrêt brutal en 1647 (bien que certaines sources indiquent qu'elle serait décédée en 1693). Cette année-là, au cours d’un dîner avec Kösem, elle aurait provoqué la colère de la mère du sultan qui l’aurait alors tuée en l’empoisonnant. Ne pouvant avouer la vérité à son fils, Kösem aurait ensuite fait dire à Ibrahim que sa favorite était morte de causes naturelles.
Les raisons de la colère de Kösem ne sont pas connues avec certitude. Selon certains historiens, Şivekar aurait manipulé le sultan et l'aurait incité à faire exécuter 280 concubines de rang inférieur en les jetant dans des sacs dans le Bosphore. Furieuse, Kösem aurait alors convoqué Şivekar dans ses appartements afin de la tuer au cours d’un dîner. Cependant, l’anecdote du massacre des concubines semble pour le moins incertaine car provenant de sources peu fiables. Selon d’autres historiens, Kösem aurait surtout empoisonné Şivekar car elle la percevait comme une menace en raison de son influence sur Ibrahim. La mère du sultan aurait craint que Şivekar ne manipule son fils et ne le retourne contre elle.

### Destitution d'Ibrahim

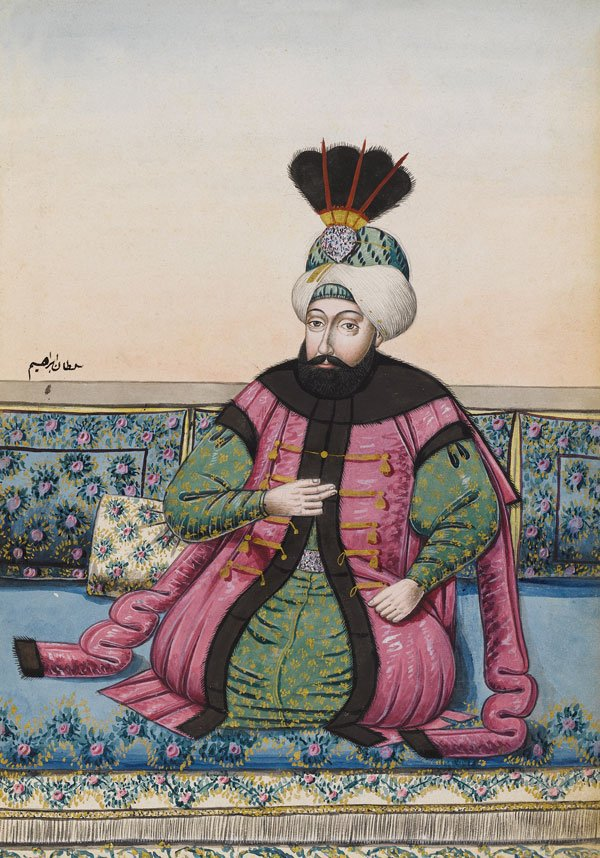
Tableau représentant le sultan Ibrahim le Fou qui régna de 1640 à 1648.

Pendant ce temps, le mécontentement gronde au sein de la capitale en raison des pénuries liées au blocus vénitien des Dardanelles, mais également aux lourdes taxes imposées par le sultan.
Inquiets du comportement instable d’Ibrahim, le grand vizir Salih Pacha (en) et le Şeyülislam Abdürrahim Efendi fomentent un complot en septembre 1647 afin de le destituer. En parallèle, le Şeyülislam informe Kösem de leur plan. Il lui assure que tous les hommes d’État sont en faveur de la destitution du sultan et qu'ils prêteront allégeance à Mehmed, le fils aîné d’Ibrahim. Cependant Kösem hésite. Elle supplie les conspirateurs de laisser son fils sur le trône, mais en le mettant sous la tutelle du grand vizir,.
Les conspirateurs n’ont pas le temps de mettre leur plan à exécution. Informé du complot qui se trame contre lui, Ibrahim fait exécuter le grand vizir Salih Pacha et force sa mère Kösem, qu’il soupçonne de faire partie des conspirateurs, à s’exiler.
Il projette de l'exiler à Rhodes, mais ses haseki s'y opposent et Kösem est finalement envoyée dans un des jardins impériaux de la capitale. Après le départ de Kösem, Ibrahim laisse libre cours à sa cruauté et commence à humilier ses sœurs Ayşe, Fatma et Hanzade, ainsi que sa nièce Kaya en les subordonnant à ses concubines à qui il offre leurs terres et leurs bijoux. Il force également ses sœurs et sa nièce à travailler comme domestiques pour sa femme Hümaşah Sultan.
Ibrahim ne reste cependant pas longtemps sur le trône. L’année suivante, les janissaires et les oulémas se révoltent.

Selon l'historien ottoman Naima, Kösem ne se serait pas opposée au détrônement de son fils, comme elle l'aurait indiqué dans une lettre au grand vizir Ahmed Pacha : 

« Il finira par nous tuer tous les deux. Nous perdrons le contrôle du gouvernement. La société sera en ruines. Il faut le déposer de son trône immédiatement,. »

Le 8 août 1648, le grand vizir Aḥmed Pacha, qui est soupçonné de corruption, est étranglé et son corps démembré par une foule en colère. Kösem donne également son consentement à la destitution de son fils, à la condition qu’il ne soit pas assassiné mais simplement emprisonné. Le même jour, Ibrahim est donc arrêté et emprisonné au palais de Topkapı,.

## Dernières années

### Büyük Valide Sultan

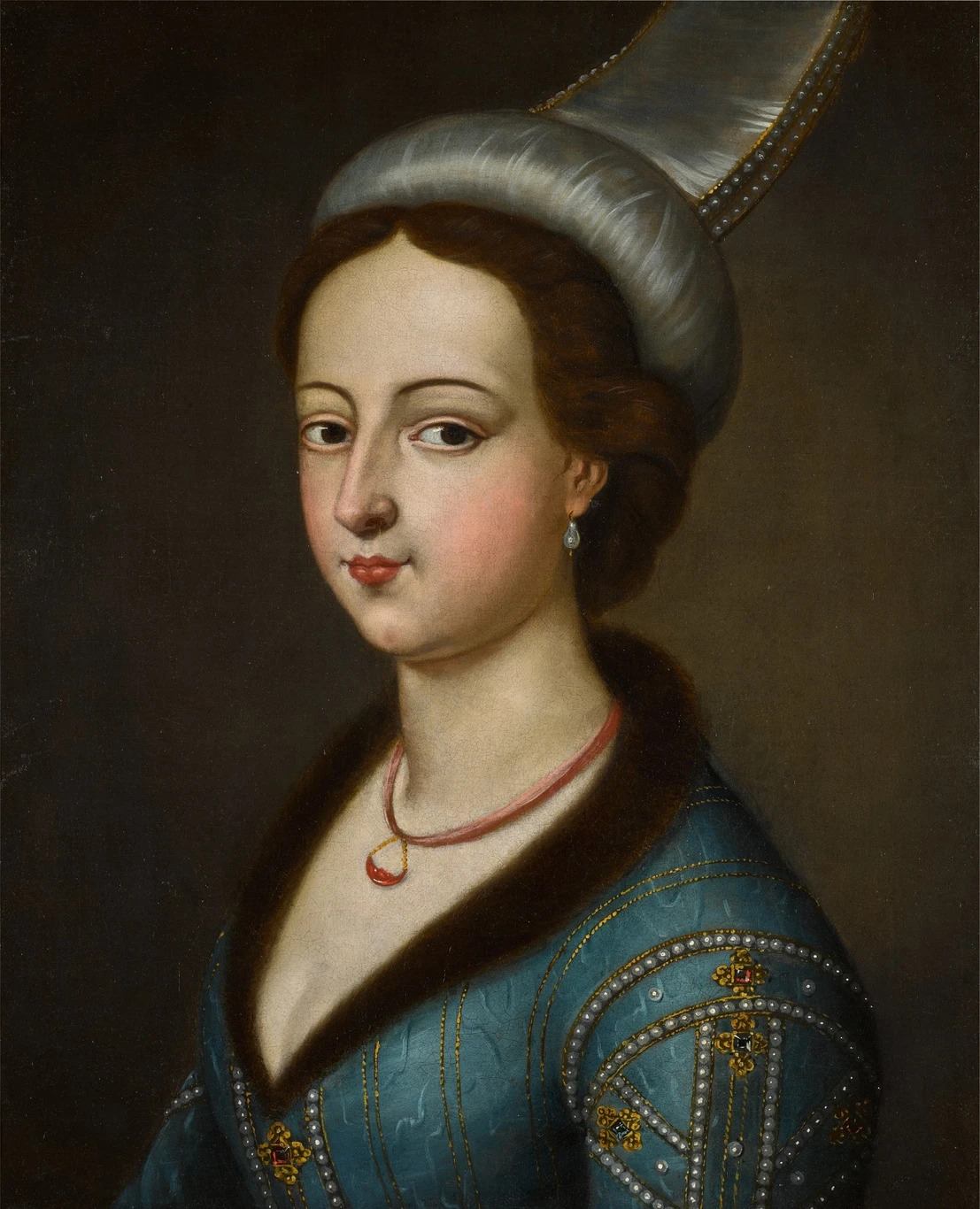
Portrait de Kösem, école vénitienne (XVIIe siècle).

Le 18 août 1648, dix jours après sa destitution, Ibrahim Ier est étranglé sur ordre du nouveau grand vizir Mehmed Pacha.
Même si Kösem souhaitait initialement que son fils soit épargné, il est possible qu’elle ait finalement donné son accord à cette exécution, son implication faisant toujours l’objet de débats. Le diplomate et orientaliste autrichien Joseph von Hammer-Purgstall explique que Kösem était préoccupée par l’avenir de l’État ottoman et que c’est probablement pour cette raison qu’elle donne finalement son accord.
À la mort d'Ibrahim, c'est son fils Mehmed IV qui est choisi pour régner. Cependant, le nouveau sultan est âgé de 6 ans et est encore trop jeune pour régner. En de pareilles circonstances, les fonctions de sultane validé (« mère du sultan régnant ») et de régente auraient dû être assumées par sa mère Hatice Turhan mais, en raison de sa jeunesse et de son inexpérience, cette dernière est écartée. C’est Kösem, sa grand-mère, qui est alors reconduite dans ses fonctions de sultane validé et de régente, et qui se voit confier la formation du nouveau sultan,,.
En tant que grand-mère du sultan, Kösem se fait appeler Büyük Valide Sultan (Grande Sultane validé), un titre alors inexistant, mais aussi Mère des croyants afin de marquer son autorité et rappeler l’ensemble de ses œuvres caritatives. Alors âgée (près de 60 ans), la sultane dispose encore d’une influence considérable. Elle peut également compter sur le soutien de puissants chefs janissaires au sein du palais, ce qui la rend encore plus influente,.
Elle participe notamment aux réunions du « divan » (conseil du sultan) aux côtés de son petit-fils, cachée derrière un rideau, lorsque sa présence se révèle nécessaire.
Les janissaires sont censés recevoir des gratifications à l'avènement du nouveau sultan. Cependant, l’Empire se trouve alors à court d’argent et ne peut les payer. Kösem essaye pourtant d'obtenir une aide financière de Cinci Hoca, alors trésorier en chef du sultan, mais celui-ci refuse. Ne pouvant respecter sa promesse, Kösem se justifie alors dans une lettre aux janissaires en rejetant la faute sur le trésorier. Elle leur écrit : « Je voudrais vous offrir le salaire qui vous est dû mais Cinci Hoca ne me le permet pas. », ce qui pousse les janissaires à considérer Cinci Hoca comme un ennemi et à l’assassiner.

### Rivalité avec Hatice Turhan

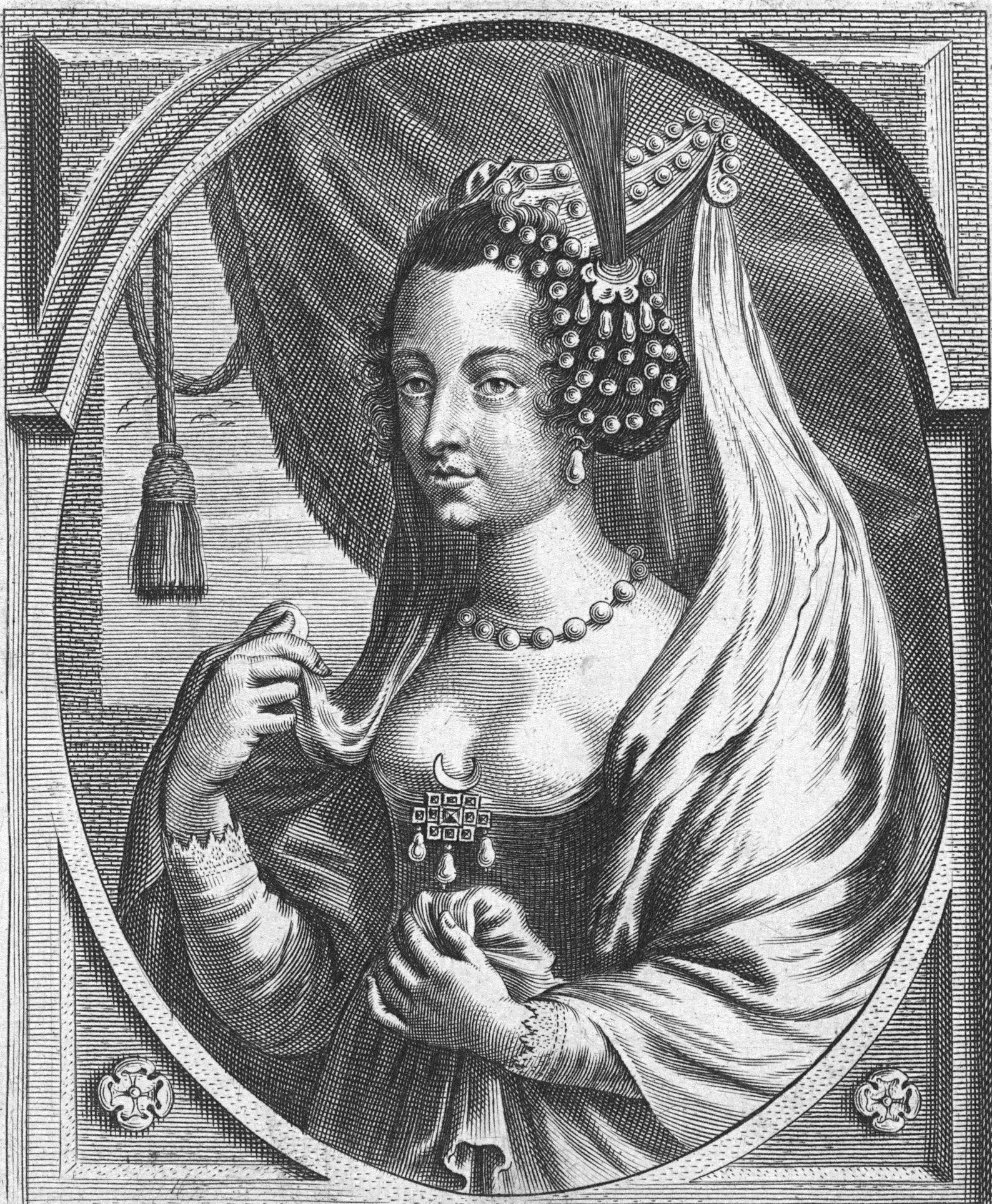
Gravure représentant Hatice Turhan (milieu XVIIe siècle).

Ce pouvoir et cette influence considérable valent à Kösem de nombreux ennemis, à la fois à l'intérieur et à l'extérieur du harem, et dont le premier n'est autre qu'Hatice Turhan, la mère du sultan. Cette dernière est mécontente de sa situation personnelle et s'estime mise à l’écart. En tant que mère du sultan, Hatice Turhan considère que c'est à elle et non à Kösem qu'aurait dû revenir la fonction de sultane validé.
Selon Paul Rycaut, un diplomate anglais et contemporain de Kösem, « Les deux reines étaient extrêmement irritées l'une envers l'autre, l'une cherchant à préserver l'autorité de son fils et l'autre à conserver la sienne ».
Femme ambitieuse, Hatice Turhan refuse de perdre sa position de sultane validé sans se battre. Les deux femmes se livrent alors une lutte de pouvoir sans merci au sein du palais, Hatice Turhan étant soutenue par le chef des eunuques noirs ainsi que par le grand vizir Sofu Mehmed Pasha, tandis que Kösem est soutenue par le corps des janissaires.
Entre les années 1649 et 1650, le poste de grand vizir connaît une période d'instabilité. Les deux femmes essayent alors de placer successivement leurs soutiens à ce poste clé. Après la défaite ottomane contre la flotte vénitienne à la bataille de Focchies le 12 mai 1649, le grand vizir Sofu Mehmed Pasha est ainsi congédié et remplacé par le commandant des janissaires, Kara Murad Pacha (en), un proche de Kösem,. Cependant il ne reste pas longtemps au pouvoir. En effet, Turhan Hatice s'oppose à lui, de même que ses anciens frères d'armes, les chefs des janissaires. Sentant sa vie en danger, Kara Murat préfère démissionner le 5 août 1650.
Un nouveau grand vizir, Melek Ahmed Pacha (en), est alors nommé mais son mandat est écourté un an plus tard à la suite d'un soulèvement de marchands. Kösem propose alors de faire revenir l'ancien grand vizir Kara Murad Pacha, mais c'est finalement Siyavuş Pacha qui est nommé.

### Assassinat

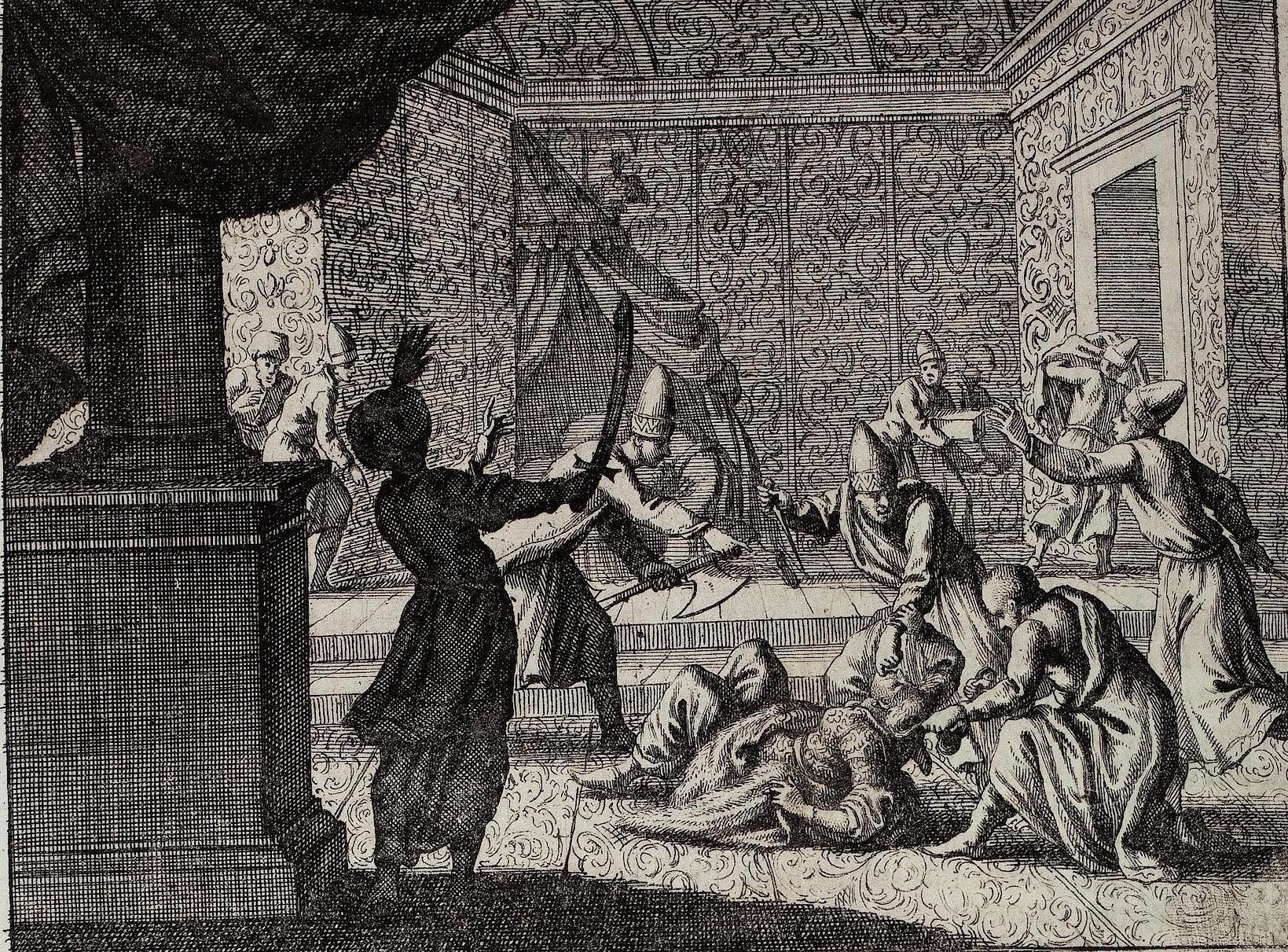
Assassinat de Kösem (gravure de 1694).

En 1651, un certain nombre de personnalités politiques et courtisans, mécontents de l'alliance formée par Kösem avec les janissaires, se rangent du côté de sa rivale Turhan Hatice. Parmi ces derniers se trouvent le chef des eunuques noirs Süleyman Ağa, la plupart des eunuques du harem et du palais, ainsi que le grand vizir Siyavuş Pacha. Forte de ce soutien, Turhan Hatice commence alors à comploter contre Kösem,.
En réponse, Kösem aurait alors envisagé de détrôner son petit-fils Mehmed et de le remplacer par son jeune demi-frère, le futur Soliman II, ceci afin d'écarter indirectement Hatice Turhan, la mère de Mehmed, du pouvoir,.
Cependant, la veille de l'exécution du complot, l'une des esclaves de Kösem, Meleki Hatun, la trahit et prévient le chef des eunuques noirs Süleyman Ağa. Ce dernier convoque alors ses hommes afin de sécuriser le palais contre les janissaires. Les conjurés se rendent ensuite dans les quartiers d'Hatice Turhan et l'informent d'un complot de Kösem visant à empoisonner le sultan. Le groupe marche ensuite sur la salle du trône afin de prévenir le sultan. Celui-ci convoque un mufti qui décrète que la « vieille reine » doit être étranglée « mais ni coupée avec une épée ni meurtrie par des coups ». D'une main tremblante, le sultan accepte alors de signer l'arrêt de mort de sa grand-mère.
Le 16e jour du ramadan, la nuit du 2 septembre 1651, le chef des eunuques noirs Süleyman Ağa ainsi qu'un groupe d'hommes armés, principalement des eunuques, se rendent dans les quartiers de Kösem. L'historien ottoman Naima, qui décrit en détail le meurtre de la sultane, indique qu'elle aurait été étranglée après s'être défendue,.
L'annonce de la mort de Kösem se répand bientôt comme une traînée de poudre et embrase la capitale. Pendant trois jours, Constantinople est en proie aux flammes. Des manifestations populaires et des révoltes éclatent, bientôt suivies de représailles.
Les habitants de Constantinople observent spontanément trois jours de deuil tandis que les mosquées et les marchés de la ville sont fermés. Au palais de Topkapı, les gens viennent chaque soir allumer des bougies « pour le repos de son âme », une tradition qui s'est poursuivie jusqu'à la fermeture du palais au XIXe siècle.
Le célèbre voyageur ottoman Evliya Çelebi, qui était également un contemporain et admirateur de Kösem, décrit les troubles qui suivent la mort de la sultane :

« L’épouse du sultan Ahmed, mère de Mourad et d'Ibrahim, la grande sultane validé Kösem, a été tuée par le chef des eunuques noirs Süleyman Agha. […] Cette gracieuse bienfaitrice a été martyrisée. Quand la population d'Istanbul a entendu parler de cela, les mosquées et les bazars ont été fermés pendant trois jours et trois nuits. Il y a eu une énorme agitation. Plusieurs centaines de personnes ont été mises à mort, secrètement et publiquement, plongeant Istanbul dans le chaos. »

La mort de Kösem signe également le début d'une crise politique. Un certain nombre de partisans de Kösem parmi les janissaires sont ainsi exécutés, ce qui entraîne une grande indignation populaire face à cette purge. Afin de calmer les esprits, la nouvelle sultane validé Hatice Turhan ordonne finalement le renvoi du grand vizir Siyavuş Pacha qui était à l'origine de cette purge.

## Personnalité
La plupart des historiens et des contemporains de Kösem la décrivent comme une femme ambitieuse et avide de pouvoir, mais également empreinte de sagesse et d'une grande habileté politique.
L'historien Alain de Savigny décrit ainsi Kösem comme une femme dotée d'une « forte personnalité » et qui fit montre au cours de sa règne d'une « redoutable volonté de puissance ». Il loue cependant sa sagesse et son « excellent sens politique », comme lors de la révolte du général Abaza Mehmed Pacha dont elle négocie habilement la reddition.
L'auteur Renaud K. brosse également le portait d'une femme forte dont « on apprécie la poigne mais aussi l'intelligence » dans les affaires politiques. Dans la même lignée, il note que Kösem « était appréciée pour sa sagesse », au contraire du sultan Mourad IV « davantage connu pour sa tyrannie ».
Parmi ses contemporains, l’historien et orientaliste français Michel Baudier la décrit comme une femme politique « jouissant d’une autorité certaine », tandis que le marchand et voyageur Jean-Baptiste Tavernier la dépeint comme « une femme empreinte de sagesse et experte dans les affaires de l'État ».
Le diplomate et orientaliste autrichien Joseph von Hammer-Purgstall fait par ailleurs son éloge, la décrivant comme « une femme d'un grand caractère et d'un noble cœur ».
Quels que soient les qualités et les défauts qui lui sont prêtés, elle reste en tout cas l'une des plus importantes figures féminines de l'ère ottomane.

## Descendance
Kösem a plusieurs enfants connus :
- Ayşe Sultan[5],[10] (née entre 1605 et 1608, morte en 1657)
- Gevherhan Sultan[5] (née entre 1605 et 1608, morte en 1660)
- Fatma Sultan[5],[10] (née en 1606, morte en 1670)
- Hanzade Sultan[10] (née en 1607, morte en 1650)
- Mourad IV (né en 1612, mort en 1640)
- Şehzade Mehmed (né en 1613, mort en 1635)
- Şehzade Kasim[10] (né en 1614, mort en 1638)
- Ibrahim Ier (né en 1615, mort en 1648)[90]

## Postérité

### Œuvres de charité

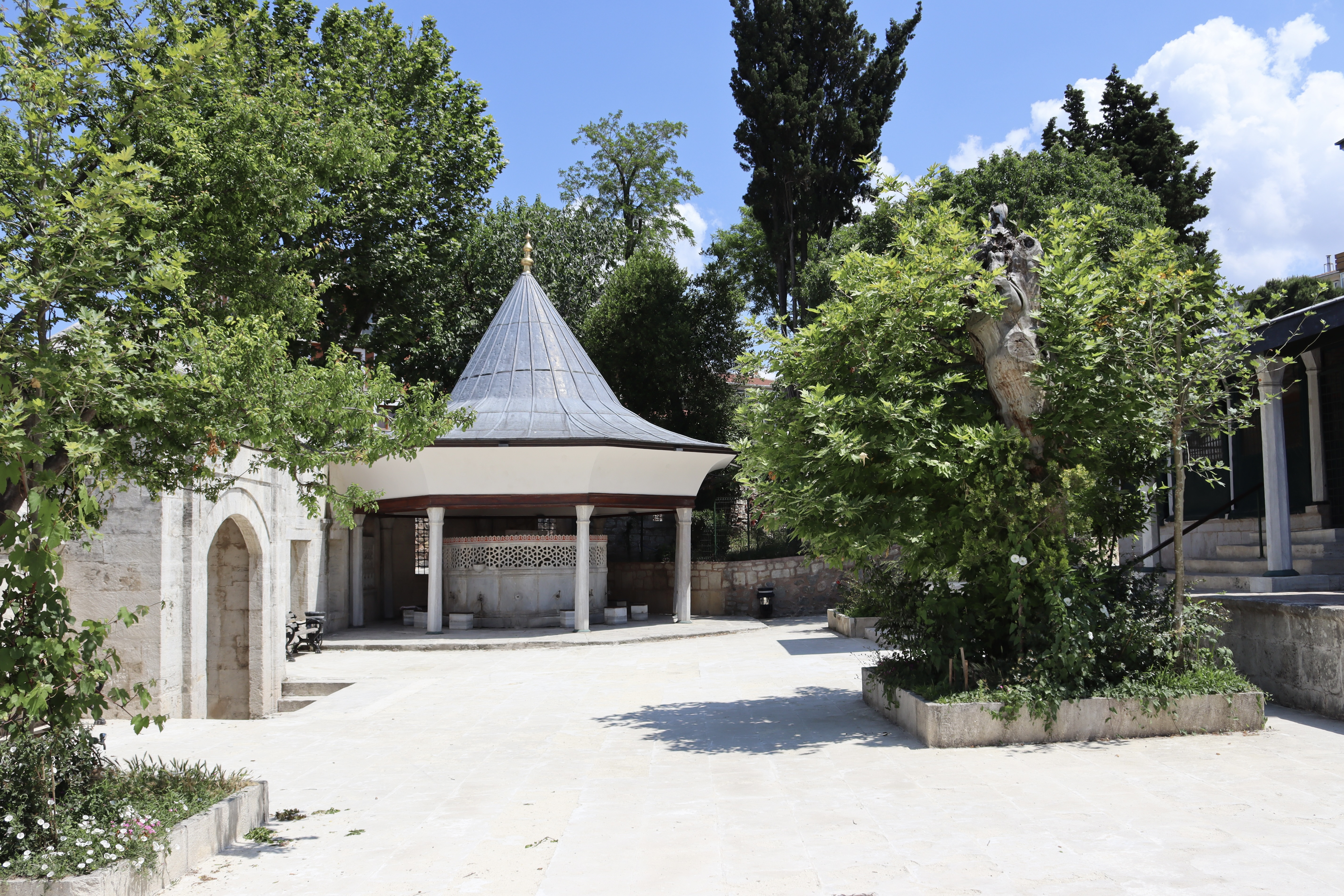
Cour et fontaine de la mosquée de Çinili, construite par Kösem.

Malgré son image de femme sans scrupule et avide de pouvoir, Kösem était surtout connue pour ses œuvres de charité au sein de la population ottomane. Le chronogramme qui figure sur la porte de la cour de la mosquée Çinili porte ainsi la mention suivante :

« Sa Majesté la sultane […] a construit cet édifice divin par charité. Que cet édifice soit une maison de prière pour les serviteurs de Dieu ! Qu'ils soient appelés à la miséricorde de Dieu aux cinq temps [de la prière] ! Qu'il soit une halte pour les adorateurs et les ascètes ! La sultane a construit une école, un bain et une fontaine, que Dieu lui accorde sa faveur et sa bienveillance ! Les philanthropes et ceux qui s'y prosternent, ô Dieu, qu’il les emmène dans les paradis éternels ! »

La philanthropie de Kösem s’est ainsi manifestée au travers de ses nombreux actes caritatifs. Selon l'historien turc Muzaffer Özgüleş, sa principale préoccupation était d'éviter la censure publique.
Chaque année, pendant le mois islamique de Rajab, elle quittait le palais incognito afin d’organiser la libération de débiteurs emprisonnés et d'autres délinquants (à l'exclusion des meurtriers) en payant leurs dettes ou versant une somme en compensation de leurs crimes.

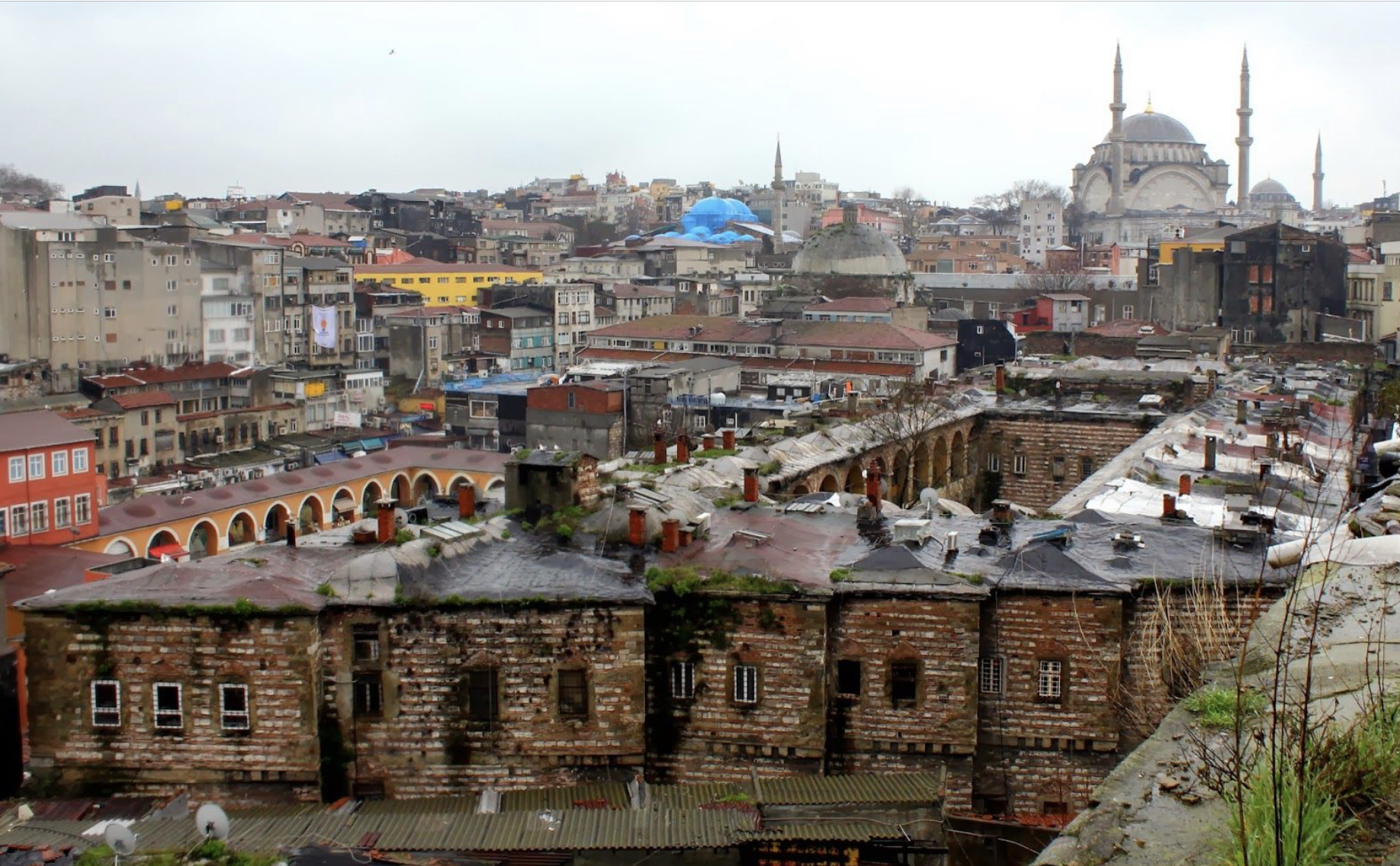
Construit par Kösem en 1651, le Büyük Valide Han a accueilli des milliers de marchands ambulants pendant plus de 350 ans.

Kösem se rendait en personne dans les hôpitaux et les prisons afin d’accomplir ses œuvres de charité. En Égypte, elle a aussi financé des travaux d'adduction d'eau entre le Nil et le tekke des halveti du Caire.
Selon l'historien ottoman Naima, « elle libérait ses femmes esclaves après deux ou trois ans de service, et arrangeait des mariages avec des officiers retraités de la cour ou des personnes convenables de l'extérieur. Elle donnait également aux femmes des dots et des bijoux et plusieurs bourses d'argent selon leurs talents, tout en veillant à ce que leurs maris aient des positions convenables. Ensuite, elle s'occupait de ces anciennes esclaves en leur donnant une allocation annuelle. Enfin, lors des fêtes religieuses et des jours saints, elle leur donnait des bourses d'argent,. »
En 1640, elle finance la construction de la mosquée Çinili (mosquée carrelée), abondamment décorée de tuiles qui lui ont donné son nom. En 1651, elle finance également la construction du caravansérail Büyük Valide Han à Constantinople, qui fut utilisé pour fournir un logement aux commerçants étrangers, stocker des biens et des marchandises, abriter des ateliers d'artisans et fournir des bureaux commerciaux.
À la suite de la prise de Réthymnon en Crète en 1646, l'une de ses nombreuses églises converties en mosquées à Ortakapı fut rebaptisée Mosquée Valide Sultan en son honneur.

### Richesse

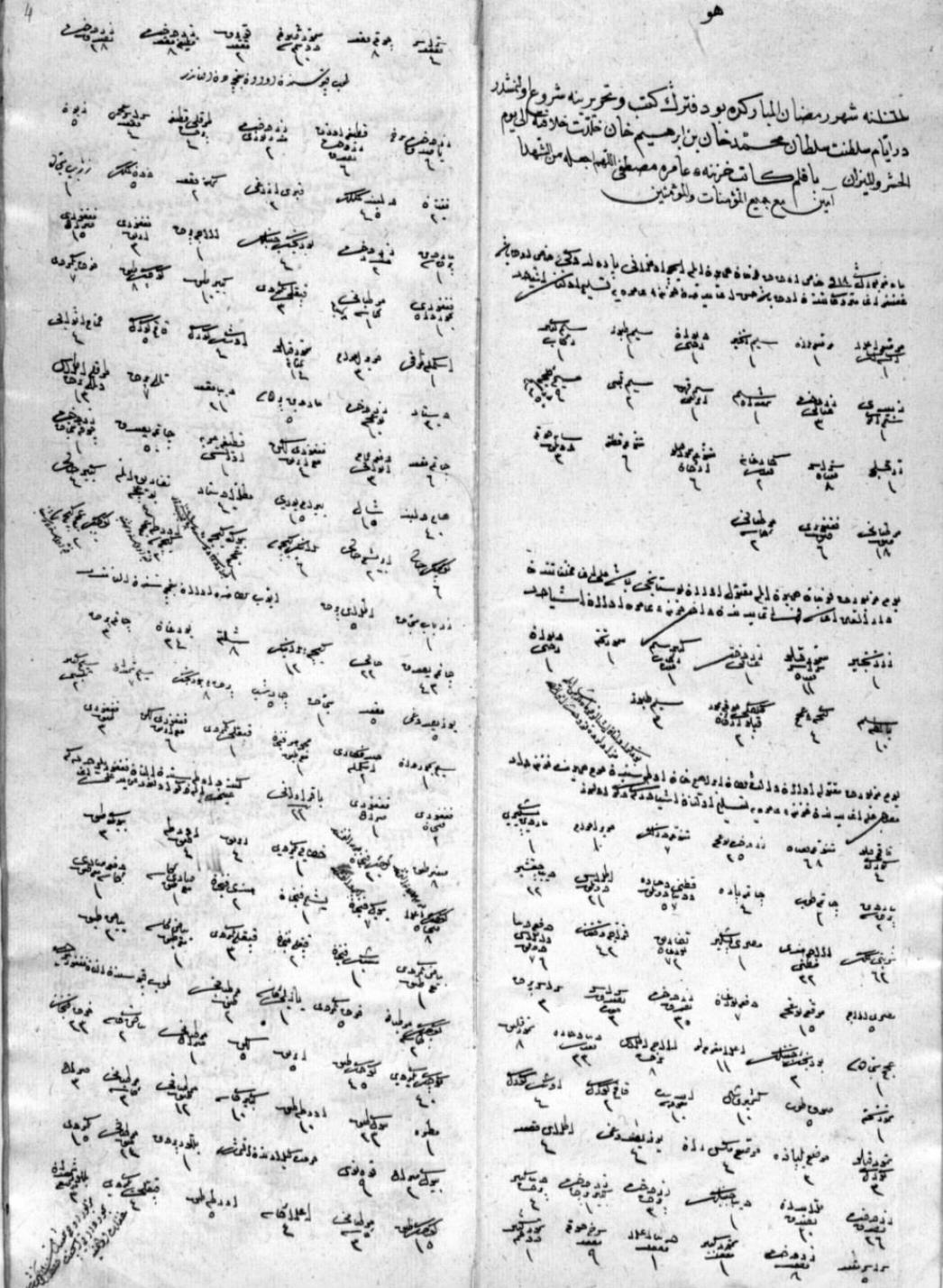
Registre des muhallefât de la sultane Kösem.

Durant ses années au pouvoir, Kösem accumule une énorme fortune au travers de l'Iltizam (affermage des impôts), en possédant ou en louant des bâtiments commerciaux et en investissant massivement dans différentes activités économiques, ce qui lui vaut des critiques et des oppositions au sein du gouvernement.
Ainsi pour l'historien contemporain Şarih ül-Menarzade, les vastes œuvres de bienfaisance de Kösem étaient préjudiciables car financées via son immense fortune personnelle, qu'il considérait comme un détournement des finances de l'empire d'autant plus néfaste que le trésor impérial était alors désespérément vide. Cependant, un demi-siècle plus tard, l'historien Naima revient sur ces critiques en les nuançant. Selon lui, les sommes ainsi accaparées par Kösem auraient pu avoir été gaspillées si elles étaient restées dans le trésor impérial, au lieu d'être finalement dépensées au profit de la population par son intermédiaire.
Les critiques à l’égard de la politique financière de Kösem portent également sur le zèle dont auraient fait preuve certains « collecteurs d'impôts violents ». Relayant la critique de Şarih ül-Menarzade à ce sujet, Naima note que : « Les intendants de la sultane validé ont collecté des sommes incalculables. Les paysans de certaines régions ottomanes ont également subi beaucoup de violence et de désastres en raison d’impôts excessifs mais, par crainte des intendants, ils n’ont pas osé informer la sultane validé ou quiconque de leur situation ».
À la mort de Kösem en 1651, ses appartements sont pillés. À cette occasion, vingt boîtes chargées de pièces d'or auraient été découvertes dans le Büyük Valide Han. Naima note également que l’intendant de Kösem jouissait d’une grande richesse et d’un grand prestige : « En tant que gestionnaire de toutes les affaires de la sultane validé et des institutions pieuses qu'elle avait établies, et en tant qu'homme extrêmement digne de confiance, il avait acquis beaucoup de richesses et de biens. Cependant ses enfants et ses petits-enfants n'ont pas pu conserver la haute stature dont il avait joui. Sa richesse et ses biens furent gaspillés. »

## Dans la culture populaire

### Littérature
La figure de Kösem a inspiré les auteurs de romans, que ce soit dans la littérature turque ou francophone.
En 1972, l'écrivain et historien turc Reşat Ekrem Koçu lui consacre notamment une fiction historique en deux volumes intitulée Kösem Sultan.
Kösem fait également partie des personnages secondaires du roman historique Le Sultanat des femmes de l'historien Alain de Savigny publié en 2014. Dans celui-ci, Kösem travaille en étroite collaboration avec le héros, un général d'origine grecque du nom de Nikos, à qui elle confie tout d'abord la gestion de la province de Roumélie dans les Balkans avant de le rappeler auprès d'elle à Constantinople afin de résoudre les problèmes d'approvisionnements de la capitale.

### Cinéma
Kösem a fait l'objet de plusieurs représentations au cinéma.
La sultane apparaît tout d'abord dans le film Genç Osman, réalisé par Yavuz Yalinkiliç et sorti en 1962. Dans celui-ci, Kösem est incarnée par l'actrice turque Muhterem Nur.
En 1996, elle apparaît dans le film Istanbul Kanatlarımın Altında, réalisé par Mustafa Altioklar. Kösem y est incarnée par l'actrice et chanteuse turque Zuhal Olcay.
En 2010, elle fait également l'objet d'un film, Mahpeyker : La Sultane Kösem, réalisé par Tarkan Özel. Le film raconte le destin de la sultane, son ascension au sein du harem, les intrigues impitoyables de la cour ottomane ainsi que l'influence de Kösem sur la politique du Sérail. Dans celui-ci, l’actrice turque Damla Sönmez incarne Kösem durant sa jeunesse, avant que l’actrice Selda Alkor ne prenne le relais pour ses dernières années,.
En 2022, Kösem apparaît enfin dans le film fantastique Trois mille ans à t'attendre. Dans ce dernier, la sultane est incarnée par l'actrice turque Zerrin Tekindor,.

### Télévision

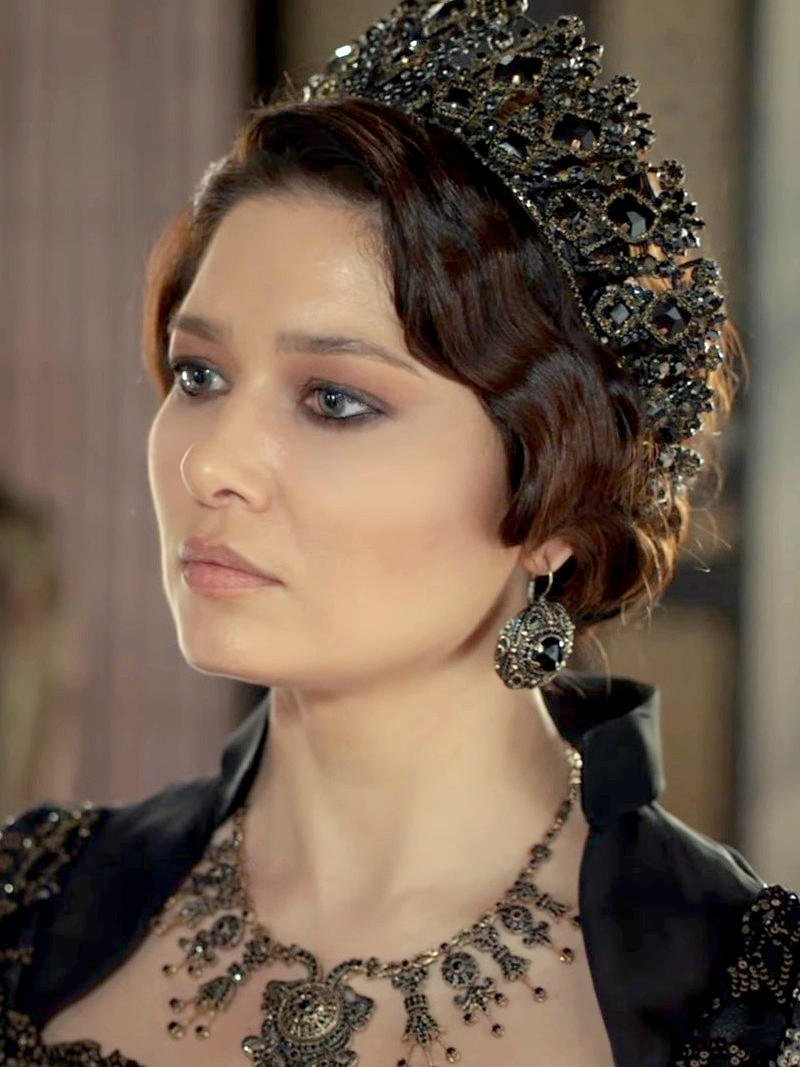
L'actrice Nurgül Yeşilçay incarne Kösem dans la deuxième saison de la série Muhteşem Yüzyıl: Kösem.

C'est cependant à la télévision que le personnage de Kösem est le plus mis en lumière.
Kösem est en effet le personnage central de la série Muhteşem Yüzyıl: Kösem (Le Siècle magnifique : Kösem), diffusée sur les chaînes de télévision turques Star TV et Fox TV entre 2015 et 2017.
Cette série télévisée, qui fait suite à une première série Muhteşem Yüzyıl, raconte la vie de Kösem ainsi que la façon dont elle est devenue la femme la plus puissante de l'histoire ottomane, après avoir été une esclave et être entrée dans le harem du sultan Ahmed Ier,.
Dans la première saison, Kösem est interprétée par Anastasia Tsilimpiou puis Beren Saat. Dans la deuxième saison, elle est interprétée par Nurgül Yeşilçay.
Lors de sa diffusion, la série suscite de nombreuses attentes en raison de la présence au casting de l'actrice Beren Saat, très populaire en Turquie, mais aussi du succès de la première série Muhteşem Yüzyıl, consacrée à Roxelane. Cependant elle obtient des réactions nuancées de la part du public.